# Usgentia vespertalis
Usgentia vespertalis là một loài bướm đêm trong họ Crambidae.